# Општина Калафиндешти (Сучава)
Калафиндешти (рум. Calafindeşti) општина је у Румунији у округу Сучава.
Oпштина се налази на надморској висини од 431 m.